# 필리프스타드시

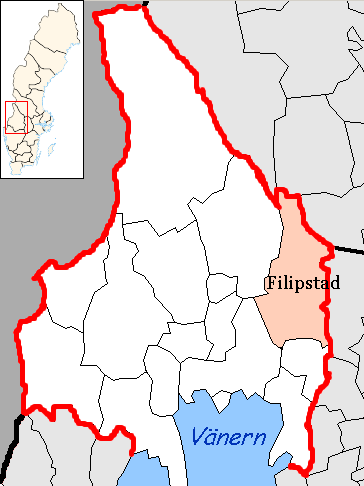
필리프스타드 시의 위치

필리프스타드시(스웨덴어: Filipstads kommun)는 스웨덴 베름란드주에 위치한 지방 자치체로 행정 중심지는 필리프스타드이며 면적은 1,711.71km2, 인구는 10,960명(2016년 12월 31일 기준), 인구 밀도는 6.4명/km2이다.

시 문장